# Adoquín del Pilar

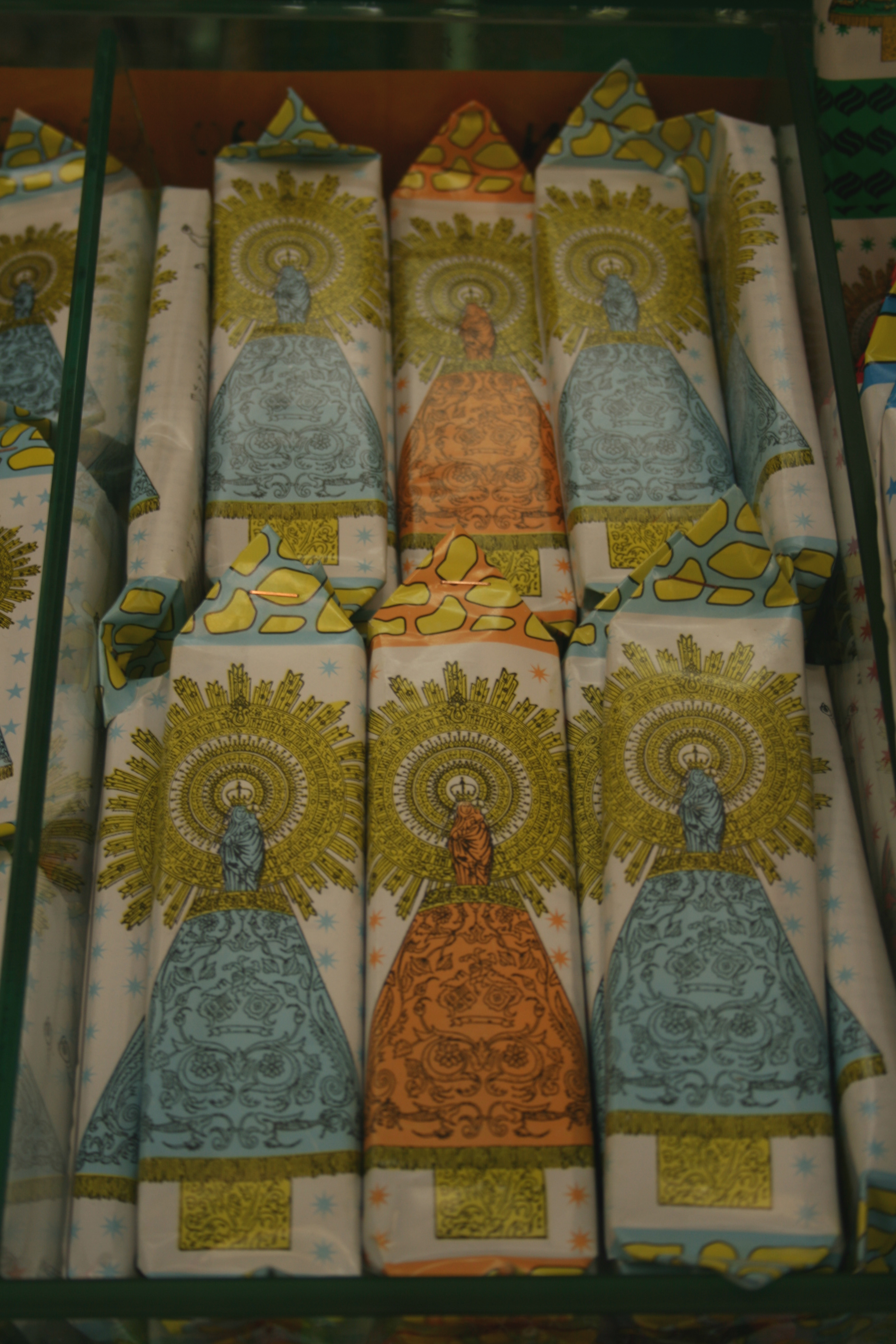
Adoquines de diversos tamaños.

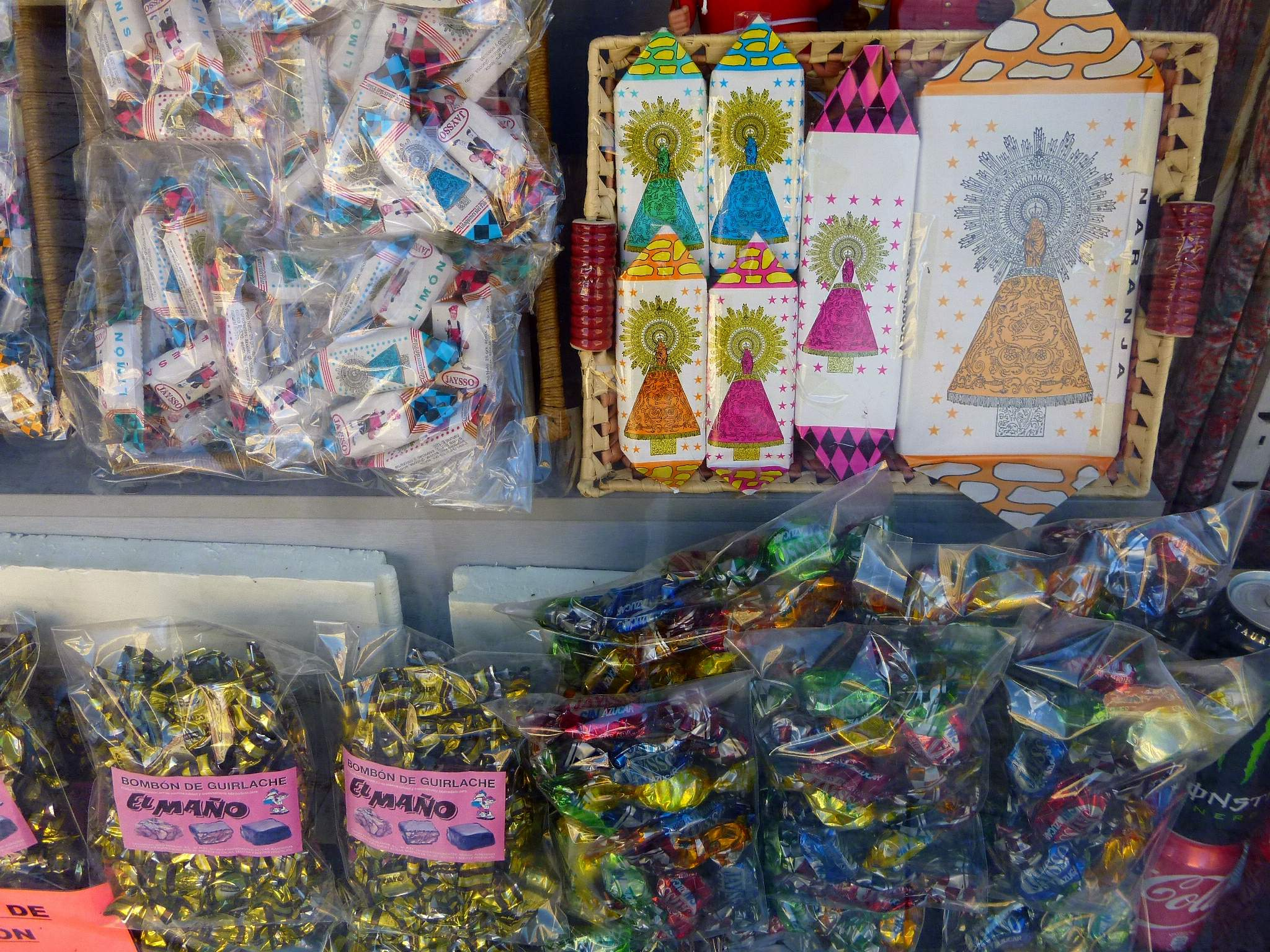
Adoquines en la tienda 'El Maño' de Zaragoza

Un adoquín del Pilar es un dulce típico de la ciudad de Zaragoza, en Aragón, España.

## Historia
Sus orígenes se remontan al año 1928, en Calatayud, cuando don Manuel Caro, un exitoso empresario de la época y fundador de Industrias CARO S.L.  los inventó.

## Características
Se trata de un caramelo de grandes dimensiones (aunque se vende en distintos tamaños) que puede alcanzar 500 g de peso. De ahí su nombre. Puesto que no cabe en la boca, se necesitan un martillo y varias horas para poder acabarlo. Los hay de distintos sabores: naranja, fresa, limón y anís.
La parte exterior del envoltorio siempre tiene una imagen de la Virgen del Pilar  sobre fondo blanco, con los extremos con tela a cuadros negros y de color, semejando un cachirulo mientras que en el interior aparece la letra de tres jotas aragonesas populares, habitualmente cómicas, las clásicas jotas de picadillo.

Cuando te ronde esta noche
échame una clavelina,
pero procura que sea
sin maceta, prenda mía.

Tampoco faltan las más emotivas

Cuando oyes cantar la jota
y estás lejos de Aragón
es un dardo que penetra
dulcemente en el corazón.